# Septimus Gottlob Bantlin
Septimus Gottlob Bantlin (* 12. März 1798 in Reutlingen; † 10. Januar 1870 ebenda) war ein deutscher Theologe und Politiker.

## Leben
Bantlin wurde als Sohn des Reutlinger Bürgermeisters Georg David Bantlin und von dessen Frau Rosine Judith, geborene Krug geboren. Er studierte nach dem Besuch des Reutlinger Gymnasiums Theologie an der Universität Tübingen. Während seines Studiums schloss er sich 1816 der Burschenschaft Arminia Tübingen an.  1818 machte er seinen Dr. phil et. Mag. art. und wurde 1823 Pfarrer in Pfäffingen. Um eine politische Laufbahn einzuschlagen, gab er 1836 dieses Amt auf und wurde von 1847 bis 1850 als Abgeordneter der Stadt Reutlingen Mitglied des Württembergischen Landtags. 1848 war er Mitglied des Vorparlaments. 1848/49 war er Ersatzmann zur Frankfurter Nationalversammlung.